# 長毛獴屬
長毛獴（学名 Crossarchus）是獴科动物的一个属，主要分布在中西非的加纳、科特迪瓦、利比亚和塞拉利昂。它们以昆虫、小爬行类、小蟹和浆果为食。

## 繁殖
長毛獴一年可产2-3胎。幼獴出生12天后可睁眼，三周后开始吃坚硬的食物，五周后就长出成年的毛发。

## 习性
長毛獴是群居动物，一个种群一般有10到24头獴组成，包括一到三个家庭。每个家庭由一对成年獴和一些幼獴组成。長毛獴在白天活动，不会久居在一个地方，而是来回游荡，会时常建一些临时栖息场所。